# النيل (الجوف)
النيل هي إحدى قرى الجمهورية اليمنية. تتبع جغرافيا لمحافظة الجوف و إداريًا لمديرية خراب المراشي. يبلغ تعداد سكانها 3555 نسمة حسب الإحصاء الذي أجري عام 2004.